# Daniel Stock
Pour les articles homonymes, voir Stock (homonymie).
Daniel Stock, né le 16 septembre 1992, est un fondeur norvégien.

## Biographie
Il est médaillé de bronze aux Championnats du monde des moins de 23 ans 2014 sur le skiathlon. Il participe en mars 2014 à sa première épreuve de Coupe du monde à l'occasion du cinquante kilomètres d'Holmenkollen.
En février 2017, il obtient son premier podium individuel en Coupe du monde en arrivant deuxième du skiathlon de Pyeongchang. Il était cinquième du quinze kilomètres libre de Falun une semaine auparavant.

## Palmarès

### Coupe du monde
- Meilleur classement général : 141e en 2015.
- 1 podium individuel : 1 deuxième place.

#### Classements en Coupe du monde
| Saison / Épreuve | Général | Général | Distance | Distance | Sprint | Sprint | Tour de ski depuis 2007 | Finales depuis 2008/Ski Tour Canada depuis 2016 | Nordic Opening depuis 2011 |
| ---------------- | ------- | ------- | -------- | -------- | ------ | ------ | ----------------------- | ----------------------------------------------- | -------------------------- |
| Saison / Épreuve | Place   | Points  | Place    | Points   | Place  | Points | Tour de ski depuis 2007 | Finales depuis 2008/Ski Tour Canada depuis 2016 | Nordic Opening depuis 2011 |
| 2015             | 141e    | 6       | 85e      | 6        | -      | -      | -                       | Épreuve inexistante à cette date                | -                          |
| 2016             | 143e    | 3       | 92e      | 3        |        |        |                         |                                                 | -                          |
| 2017             |         |         |          |          |        |        |                         |                                                 |                            |

### Championnat du monde des moins de 23 ans
- Val di Fiemme 2014 :
  - Médaille de bronze au skiathlon.